# عدد بلاك
عدد بلاك في ميكانيكا الموائع هو عدد لا بعدي عبارة عن النسبة بين قوة القصور الذاتي إلي قوة اللزوجة.
ويُستخدم بشكل عام في نقل قوة الدفع أو بشكل خاص في سريان المائع علي طبقات التربة.
وهو أكثر شمولية من عدد رينولد من حيث السريان خلال الوسائط المماسية.
ويمكن التعبير عن عدد بلاك رياضيًا B كالآتي:
{\displaystyle B={\frac {u\rho D_{h}}{\mu (1-\epsilon )}}}
حيث:
| ε  | = | معامل الفراغ        |
| μ  | = | اللزوجة الديناميكية |
| ρ  | = | كثافة المائع        |
| Dh | = | القطر الهيدروليكي   |
| u  | = | سرعة التدفق         |